# Wachtmeister
Wachtmeister er en svensk adelsslægt invandret fra Dagø (Hiiumaa) i Estland og adlet i Sverige år 1578. 

## Kendte medlemmer af slægten
- Hans Wachtmeister (d. 1590), svensk kriger og stamfader for hele slægten i Sverige

- Hans Wachtmeister af Björkö (1609-1652), friherre, barnebarn af den forrige, generalmajor og svenskt rigsråd.

- Hans Wachtmeister af Johannishus (1641-1714), greve, søn af den forrige, amiralgeneral och rigsråd. Han kom i spidsen for den svenske marinens administration og stod for den svenske flådens genopprettelse og Karlskronas bygning. [2][3]

- Axel Wachtmeister af Mälsåker (1643-1699), greve, bror af den forrige, feltmarskal

- Hans Wachtmeister, død ved Holowczyn 1708, greve, den forriges søn, generaladjutant.

- Ian Wachtmeister (1932-2017), greve og leder af det populistiske parti Ny Demokrati og medlem af den svenske Riksdagen 1991-1994.

- Ulla grevinde Wachtmeister af Johannishus (født 29. januar 1922 i Malmø), gift 14. april 1942 med den danske godsejer og industrimand Erik Wilhelm Grevenkop-Castenskiold (1914–2001), ægteskabet blev senere opløst. Ulla Wachtmeister var datter af civilingeniør, greve Hans Gotthard Wachtmeister af Johannishus (død 1950) og hustru Elisabeth født Stackell.

- Wachtmeister er også navnet på et indkøbscenter i Karlskrona i Blekinge, opkaldt efter Hans Wachtmeister af Johannishus, åbnet 1988. [4]